# جهاز الغدد الصماء
جهاز الغدد الصماء (بالإنجليزية: Endocrine system)‏ عبارة عن جهاز متكامل من الغدد، كل منها تفرز أنواع مختلفة من الهرمونات التي تنتقل عبر الدم. يختلف جهاز الغدد الصم عن الغدد خارجية الإفراز التي بدورها تفرز موادها الكيميائية عبر قنوات.
جهاز الغدد الصماء يشابه الجهاز العصبي بأنه ينقل المعلومات، مع أنهما يختلفان بآلية العمل. فجهاز الغدد الصم بطيء لكنه مطول حيث يستمر من بضع ساعات إلى أسابيع. لكن الجهاز العصبي فهو سريع لكنه قصير الأثر .
تنظم الهرمونات الوظائف الحيوية في الجسم: عمليات الأيض، النمو والتطور، النوم، وظائف الأنسجة، المزاج وغيرها.
العلم الطبي الذي يتعامل مع اعتلالات الغدد الصمّ يسمى علم الغدد الصم وهو فرع من الطب الباطني.

## البنية

### أنظمة الغدد الصم الرئيسية
يتكون نظام الغدد الصم البشري من عدة أنظمة تعمل عبر حلقات التلقيم الراجع. يتم التوسط في العديد من أنظمة التغذية الراجعة المهمة عبر الوطاء والغدة النخامية.
- TRH - TSH - T3 / T4
- المحور الوطائي النخامي الغدي التناسلي.
- المحور الوطائي النخامي الكظري.
- نظام الرينين – الأنجيوتنسين.
- نظرية توازن الطاقة (الليبتين مقابل الأنسولين).

### الغدد
الغدد الصم هي غدد في نظام الغدد الصماء تفرز منتجاتها وهرموناتها مباشرة في المساحات الخلالية وتمتصها في الدم بدلًا من القناة. تشمل الغدد الرئيسية لنظام الغدد الصم الغدة الصنوبرية والغدة النخامية والبنكرياس والمبيضين والخصيتين والغدة الدرقية والغدد المجاورة للدرقية وتحت المهاد والغدة الكظرية. الغدة النخامية وتحت المهاد هي أجهزة الغدد الصماء العصبية.

### الخلايا
هناك العديد من أنواع الخلايا التي يتكون منها نظام الغدد الصم وعادة ما تتكون هذه الخلايا من أنسجة وأعضاء أكبر تعمل داخل وخارج نظام الغدد الصم.
- الوطاء
- الغدة النخامية الأمامية
- الغدة الصنوبرية
- الغدة النخامية الخلفية
- الغدة الدرقية
  - تنتج الخلايا الجرابية للغدة الدرقية تي3 وتي4 وتفرزهما استجابة لمستويات تي آر إتش (الهرمون المطلق لموجهة الدرقية) المرتفعة، التي ينتجها ما تحت المهاد، والمستويات المرتفعة اللاحقة من تي إس إتش (الهرمون المنبه للدرق)، التي تنتجها الغدة النخامية الأمامية، المنظمة كذلك نشاط التمثيل الغذائي (الأيض) ومعدلات الخلايا جميعها، بما في ذلك نمو خلايا وتمايز الأنسجة.
- الغدد المجاورة للدرقية
  - تُزود الخلايا الظهارية لمجاورات الدرقية بوفرة من الدم من الشرايين الدرقية السفلية والعلوية وهرمون الغدة جارة الدرقية (بّي تي إتش). يعمل الـ (بّي تي إتش) على العظام والكلى والجهاز الهضمي من أجل زيادة امتصاص الكالسيوم وإفراز الفوسفات. بالإضافة إلى ذلك، يحفز (بّي تي إتش) تحويل فيتامين د إلى أكثر أنواعه نشاطًا كالسيتريول أو 1,25-ديهيدروكسي كوليكالسيفيرول، الذي يحفز أيضًا امتصاص الكالسيوم في الجهاز الهضمي.[6]
- الغدد الكظرية
  - قشرة الكظرية
  - لب الكظرية
- البنكرياس
  - خلايا ألفا
  - خلايا بيتا
  - خلايا دلتا
  - جزر لانغرهانس
- المبيضين
  - خلايا حبيبية
- الخصيتين
  - خلايا بينية

## الغدد الصماء والهرمونات المفرزة

### الوطاء
(بالإنجليزية: Hypothalamus)‏
| الهرمون المفرز                        | بالإنجليزية                      | التاثير                                             |
| ------------------------------------- | -------------------------------- | --------------------------------------------------- |
| الهرمون المطلق لموجهة الدرقية         | thyrotropin releasing hormone    | يحفز افراز الهرمون المنبه للدرقية                   |
| دوبامين                               | Dopamine                         | يثبط افراز البرولاكتين                              |
| الهرمون المطلق لهرمون النمو           | Growth hormone-releasing hormone | يحفز افراز هرمون النمو                              |
| سوماتوستاتين                          | Somatostatin                     | يثبط افراز هرمون النمو والهرمون المنبه للدرقية      |
| الهرمون المطلق لموجهة الغدد التناسلية | Gonadotropin-releasing hormone   | يحفز الهرمون المنبه للجريب والهرمون الملوتن         |
| الهرمون المطلق لموجهة القشرة          | Corticotropin-releasing hormone  | يحفز افراز الهرمون الموجه لقشرة الكظر               |
| اوكسيتوسين                            | Oxytocin                         | انقباضات الرحم والارضاع                             |
| فازوبريسين                            | Vasopressin                      | اعادة امتصاص الماء في الكلية بالتالي زيادة حجم الدم |

### الغدة الصنوبرية
تشبه مخروط الصنوبر الصغير وتقع داخل الدماغ وتنتج هرمون ميلاتونين الذي يعمل الساعة لتنظيم نمط النوم والاستيقاظ لدى الأنسان.

### الغدة النخامية
تعد أهم الغدد الصماء في جسم الإنسان على الإطلاق، لسيطرتها على معظم النشاطات الحيوية في الجسم ومنها نشاطات الغدد الصماء الأخرى وهي بحجم البازلاء وتتصل بمنطقة تحت المهاد وتنتج هرمونات تؤثر في عدد كبير من أنشطة الجسم بدءا من النمو حتى التكاثر.

### الغدة الدرقية
تقع تحت البلعوم وهي غنية بالأوعية الدموية وتنتج هرمونات تنظم معدل عمليات الأيض وتتحكم في ترسب أيونات الكالسيوم في العظام وتعزز النمو الطبيعي للجهاز العصبي

### الغدد المجاورة للدرقية
تتصل الغدد المجاورة للدرقية بالغدد الدرقية من الجهة الخلفية وعددها 4 وتنظم مستوى أيونات الكالسيوم في الجسم كما تعد هذه الغدة ضرورية لانقباض العضلات ونقل السيالات العصبية
وضروريه لنمو العظام والمحافظة عليه .

### الجلد
العضو الذي يغطي الجسم البشري وأجسام كثير من الحيوانات الأخرى. ووظيفة الجلد الرئيسية في الإنسان هي حماية الجسم من خلال عدة طرق: من ذلك أن الجلد يكاد يكون مقاومًا للبلل تمامًا، كما أنه يمنع نفاذ السوائل التي تغمر أنسجة الجسم.

### المعدة
المعدة هي كيس عضلى يعمل على خلط الطعام بعصاراته الهاضمة

### البنكرياس
البنكرياس يوجد تحت المعدة يعمل على هضم الطعام
تنتشر داخل البنكرياس مئات الأنسجة الصماء تسمى جزر لانجرهانز تنتج الخلايا المكونة لهذه الجزر هرمونات تؤدي إلى تنظيم مستوى السكر في الدم

### الكلية
توجد في الجهاز البولى

### الغدة الكظرية
توجد غدة واحدة فوق كل كلية، وتنتج هذه الغدة ذات التركيب المعقد عددا من الهرمونات يؤدي بعضها دورا مهما في تكيف الجسم مع الحالات الطارئة

### المبيض
المبيضان هما الأعضاء التناسلية الأنثوية في الجزء السفلي من التجويف البطني وحجم كل مبيض يساوي حجم حبة اللوز

## التطور والنمو

### الغدد الكظرية
يمكن التعرف على الغدد الكظرية على قشرة الغدة الكظرية الجنينية في غضون أربعة أسابيع من بداية الحمل. تنشأ قشرة الغدة الكظرية من سماكة الأديم المتوسط. يفرق الميزونيفيروس (أو الكُلوة المُوَسّطة) خلال خمسة إلى ستة أسابيع من الحمل إلى نسيج يعرف باسم سلسلة الغدد التناسلية. تنتج سلسلة الغدد التناسلية الخلايا الستيرويدية لكل من الغدد التناسلية وقشرة الكظر. يُشتق النخاع الكظري من خلايا الجلد. تتحرك الخلايا التي ستصبح أنسجة الغدة الكظرية خلف الصفاق إلى الجزء العلوي من الميزونيفيروس. في غضون سبعة أسابيع من الحمل، ترتبط الخلايا الكظرية بخلايا ودية ناشئة من القمة العصبية من أجل تشكيل النخاع الكظري. في نهاية الأسبوع الثامن، تُغلف الغدد الكظرية وتُشكل عضوًا فوق الكلى النامية. تزن الغدد الكظرية ثمانية إلى تسعة غرامات عند الولادة (ضعف وزن الغدد الكظرية البالغة) وتشكل 0.5٪ من إجمالي وزن الجسم. خلال 25 أسبوعًا، تتطور منطقة قشرة الغدة الكظرية البالغة وتصبح مسؤولة عن التوليف الأساسي للستيرويدات خلال أسابيع ما بعد الولادة المبكرة.
تتطور الغدة الدرقية من مجموعتين مختلفتين من الخلايا الجنينية. جزء من سماكة الأرضية البلعومية، التي تعمل مقدمة لهرمون الغدة الدرقية (تي4) المنتج للخلايا الجرابية. الجزء الآخر من الامتدادات الذيلية للجريبات البلعومية الرابعة المؤدية إلى الخلايا المجاورة للجريب المفرزة للكالسيتونين. يظهر هذان الهيكلان في اليوم 16 إلى 17 من الحمل. تتطور الثقبة في اليوم الرابع والعشرين من الحمل، وهي رتق رقيق يشبه القارورة من الغلاف المتوسط. في حوالي 24 إلى 32 يومًا من الحمل، يتطور الغلاف المتوسط إلى هيكل ثنائي. خلال 50 يومًا من الحمل، يندمج الغلاف الأنسي والجانبي معًا. عند الأسبوع الثاني عشر من الحمل، تكون الغدة الدرقية الجنينية قادرة على تخزين اليود من أجل إنتاج تي آر إتش وتي إس إتش وهرمون الغدة الدرقية الحر. في الأسبوع 20، يكون الجنين قادرًا على تنفيذ آليات التلقيم الراجع من أجل إنتاج هرمونات الغدة الدرقية. أثناء نمو الجنين، يكون تي4 هرمون الغدة الدرقية الرئيسي المنتج بينما لا يُكشف عن ثلاثي يودوثيرونين (تي3) ومشتقاته غير النشطة، تي3 العكسي، حتى الفصل الثالث.

### الغدد جارات الدرقية
تبدأ الغدد المجاورة للدرقية في التطور بمجرد وصول الجنين إلى أربعة أسابيع من الحمل. يشكل الجنين البشري خمس مجموعات من الأجربة البلعومية المبطَنة. يكون الجراب الثالث والرابع مسؤولين عن التطور إلى الغدد المجاورة للدرقية السفلية. يواجه الجريب البلعومي الثالث الغدة الدرقية النامية ويهاجر إلى أسفل القطبين من فصوص الغدة الدرقية. يواجه الجريب البلعومي الرابع في وقت لاحق الغدة الدرقية النامية وتنتقل إلى القطبين العلويين من فصوص الغدة الدرقية. في الأسبوع الرابع عشر من الحمل، تبدأ الغدد جارات الدرقية بالتضخم من قطر 0.1 مم إلى ما يقرب من 1-2 مم عند الولادة. تكون الغدد المجاورة للدرقية النامية فعالة من الناحية الفسيولوجية بداية من الثلث الثاني من الحياة الجنينية.
أظهرت الدراسات المجراة على الفئران امكانية تسبب التدخل في جين HOX15 بعدم تنسج الغدة جارة الدرقية، ما يشير إلى لعب الجين دورًا مهمًا في تطور الغدة جارة الدرقية. وثبت أيضًا لعب الجيناتTBX1 ،وCRKL ،وGATA3 ، وGCM2، وSOX3 دورًا حاسمًا في تكوين الغدة المجاورة للدرقية. ترتبط الطفرات في جينات TBX1 وCRKL بمتلازمة دي جورج، بينما أدت الطفرات في GATA3 أيضًا إلى متلازمة دي جورج. أدت التشوهات في جين GCM2 إلى قصور الغدة الدرقية. أظهرت الدراسات التي أجريت على طفرات الجين SOX3 لعب دورًا في تطور الغدة الجار درقية. تؤدي هذه الطفرات أيضًا إلى درجات متفاوتة من قصور الغدة النخامية.

### البنكرياس
يبدأ البنكرياس الجنيني في التطور بحلول الأسبوع الرابع من الحمل. بعد خمسة أسابيع، تبدأ خلايا ألفا وبيتا البنكرياسية في الظهور. بعد بلوغ ثمانية إلى عشرة أسابيع من التطور، يبدأ البنكرياس في إنتاج الأنسولين والغلوكاغون والسوماتوستاتين وبولي ببتيد البنكرياس. خلال المراحل الأولى من نمو الجنين، يفوق عدد خلايا ألفا عدد خلايا بيتا في البنكرياس. تصل خلايا ألفا إلى ذروتها في المرحلة المتوسطة من الحمل. تستمر خلايا بيتا في الزيادة حتى تصل إلى نسبة تقريبية 1:1 مع خلايا ألفا من المرحلة المتوسطة حتى النهاية. تركيز الأنسولين داخل البنكرياس الجنيني هو 3.6 pmol /g في سبعة إلى عشرة أسابيع، ويرتفع إلى 30 pmol\g عند 16-25 أسبوعًا من الحمل. على المدى القريب، يزيد تركيز الأنسولين إلى 93 مل مول/جم. تنتشر خلايا الغدد الصم في جميع أنحاء الجسم في غضون 10 أسابيع. تتباين جزر لانجرهانز في 31 أسبوعًا من التطور.
في حين احتواء البنكرياس الجنيني على خلايا بيتا وظيفية عند 14 إلى 24 أسبوعًا من الحمل، تكون كمية الأنسولين المطلقة في مجرى الدم منخفضة نسبيًا. في دراسة أجريت على نساء حوامل يحملن أجنة في منتصف الحمل ومراحل نمو قريبة المدى، لم يكن لدى الأجنة زيادة في مستويات الأنسولين في البلازما استجابة لحقن مستويات عالية من الجلوكوز. على عكس الأنسولين، تكون مستويات الغلوكاغون في بلازما الجنين مرتفعة نسبيًا وتستمر في الزيادة أثناء التطور. في منتصف فترة الحمل، يكون تركيز الغلوكاغون 6 ميكروغرام/غرام، مقارنة بـ 2 ميكروغرام/غرام في البشر البالغين. تمامًا مثل الأنسولين، لا تتغير مستويات بلازما الغلوكاغون الجنيني استجابة لضخ الجلوكوز. ومع ذلك، فقد ثبت أن دراسة ضخ الألانين في النساء الحوامل تزيد من تركيزات دم الحبل السري وغلوكاغون الأم، ما يدل على استجابة الجنين للتعرض للأحماض الأمينية.

## وصلات خارجية
- محاظرة في التشريح عن جهاز الغدد الصم